# Салах Ассад
Салах Ассад (фр. Salah Assad, кабіл. Saleḥ Ɛaṣad, араб. صالح عصاد; нар. 10 червня 1958, Ларбаа-Нат-Іратен) — колишній алжирський футболіст, що грав на позиції нападника.
Виступав на батьківщині за клуб «Раед Шабаб Куба», а також у Франції за «Мюлуз» та «Парі Сен-Жермен». У складі національної збірної Алжиру був учасником двох чемпіонатів світу та кубків африканських націй а також олімпійських ігор у Москві.

## Клубна кар'єра
У дорослому футболі дебютував 1975 року виступами за «Раед Шабаб Куба», в якому провів сім сезонів і допомігши 1981 року команді стати чемпіоном Алжиру.
Протягом сезону 1982–83 років захищав кольори французького «Мюлуза», проте за підсумками сезону клуб зайняв останнє 20 місце і вилетів з елітного дивізіону, після чого Ассад перейшов в столичний «Парі Сен-Жермен». Відіграв за паризьку команду наступний сезон своєї ігрової кар'єри, проте в основній команді закріпитись так і не зміг.
1984 року повернувся до клубу «Мюлуз», який продовжував виступати в другому дивізіоні. Цього разу провів у команді два сезони і достатньо регулярно забивав, проте команда в обох сезонах займала лише друге місце в своїй групі і так і не змогла повернутись до вищого дивізіону.
Влітку 1986 року повернувся до рідного клубу «Раед Шабаб Куба», за який відіграв ще 4 сезони. Завершив професійну кар'єру футболіста виступами за цей клуб у 1990 році.

## Виступи за збірну
1978 року дебютував в офіційних матчах у складі національної збірної Алжиру. Того ж року у складі збірної здобув золоті медалі Всеафриканських ігор в Алжирі, забивши один гол.
1980 року виступав у складі збірної Алжиру на олімпійському футбольному турнірі в СРСР, де «лиси пустелі» змогли вийти з групи.
У складі національної збірної був учасником Кубка африканських націй 1980 року у Нігерії, де разом з командою здобув «срібло», Кубка африканських націй 1982 року, чемпіонату світу 1982 року в Іспанії та чемпіонату світу 1986 року у Мексиці.
Протягом кар'єри у національній команді, яка тривала 12 років, провів у формі головної команди країни 68 матчів, забивши 18 голів.

## Досягнення

### Клубні
- Чемпіон Алжиру: 1980/81

### Збірна
- Золоті медалі Всеафриканських ігор 1978 в Алжирі
- Бронзові медалі Середземноморських ігор 1979 в Спліті
- Фіналіст Кубку африканських націй 1980 в Нігерії
- 1/4 фіналу Літніх Олімпійських ігор 1980 в Москві